# Chalcopasta fulgens
Chalcopasta fulgens är en fjärilsart som beskrevs av Barnes och Mcdunnough 1912. Chalcopasta fulgens ingår i släktet Chalcopasta och familjen nattflyn. Inga underarter finns listade i Catalogue of Life.